# Тестамент
Тестамент (на английски: Testament) е американска траш метъл група, формирана през 1983 г. в Бъркли, Калифорния.

## История

### Ранни години и „The Legacy“(1983 – 1987)
Testament е сформирана в района на залива на Сан Франциско през 1983 г. от китариста Ерик Питърсън и братовчед му, вокалиста Дерик Рамирес, който също е китарист, първоначално под името Legacy. Бандата скоро наема басиста Грег Крисчън и барабаниста Майк Ронкет. Рамирес впоследствие оставя китарата на Алекс Сколник, който учи при китариста Джо Сатриани. Рамирес в крайна сметка се оттегля и е заменен на вокалите от Стив Соуса, преди групата да издаде четири демо песни през 1985 г. Ронкет напуска малко след записите, и е заменен от Луи Клементе. Соуса впоследствие също напуска групата, за да се присъедини към Exodus, и предлага Чък Били да го замести като вокал. Докато записва първия си албум, групата е принудена да промени името си на Testament (което, според Мария Фереро от списание „Revolver“ от май 2007 г., е предложено от Били Милано от S.O.D.), тъй като „Legacy“ вече е запазена марка на джаз група.
Дебютният албум на Testament, „The Legacy“ е издаден през април 1987 г. от Megaforce Records. Групата бързо получава слава в рамките на траш средите и често е сравнявана с колегите си от Metallica. След това те заминават на американски и европейски турнета с Anthrax.

### Нарастваща популярност(1988 – 1992)
Вторият им албум, „The New Order“ е издаден през май 1988 г. Албумът е с незначителен успех, достигайки своя връх от номер 136 на Billboard 200, като успява да продаде над 250 000 копия. В подкрепа на албума, Testament открива за Megadeth на тяхното турне в Европа и САЩ.
След турнето, групата се отправя обратно в студиото, за да запише своя трети студиен албум „Practice What You Preach“. Издаден през август 1989 г., албумът минимизира окултните и готически теми, видими в първите два албума, като вместо това се фокусира върху проблемите от реалния живот, като например политиката и корупцията. Албумът се представя по-добре от своя предшественик, достигайки до номер 77 в Billboard 200. Турнето в негова подкрепа продължава почти една година, заедно с няколко групи, в това число Annihilator, Wrathchild America, Mortal Sin, Nuclear Assault и Savatage. До 1990 г., албумът успява да продаде над 450 000 копия.
През октомври 1990 г., групата издава четвъртия си студиен албум „Souls of Black“. Въпреки че коментарите са смесени, албумът се харесва. Опитвайки се да се свърже отново с феновете, разсеяни от нарастващото гръндж движение, Testament издава „The Ritual“ през 1992 г. Той е със стилистично отдалечаване от траша до по-бавен, малко по-традиционен хевиметъл звук. Достига 55-о място на Billboard Hot 100, най-високата позиция за групата по това време, а баладата „Return to Serenity“ успява да получи радио ефир, с връхна точка номер 22. Въпреки това, успехът на албума не усява да сложи край на напрежението вътре в групата.

### Промени и здравословни проблеми(1993 – 2003)
Следващото десетилетие е белязано от поредица от промени в групата, следвани от промяна на темпото в музикален стил. Водещият китарист Алекс Сколник и барабаниста Луи Клементе си отиват. Сколник иска да се включи по-мелодичен стил на свирене, но това не е прието добре от Питърсън, Били и техните традиционни „траш“ предпочитания на Крисчън, които са на мнение, че Сколник е станал „прекалено мелодичен“. В резултат на този конфликт, Сколник напуска скоро след излизането на „The Ritual“. Сколник временно се присъединява към Savatage, а по-късно се включва в акустична джаз група. Барабанистът Луи Клементе, междувременно, се насочва към по-стабилна кариера извън музиката, с продажба на модерно изкуство и мебели.
През 1993 г. Сколник и Клементе са временно заменени от Глен Елвелас и Пол Бостаф, съответно. Скоро след това първия напуска групата, а Бостаф отива в Slayer. „Low“ от октомври 1994 г. включва Джон Темпеста на барабаните и дет метъл китариста Джеймс Мърфи, от Death, Cancer и Obituary. „Low“ е разнообразен албум, с участието на различни влияния като дет метъл, груув метъл, както и балада, например „Trail of Tears“. Останалите фенове на бандата реагират положително на „Low“, макар той да е малко, с цел да разшири фен-масата на групата. Някои от феновете, обаче, гледат на този ход отдалечаване от мейнстрийма, което им е позволило да се разширят артистично, без натиск за продажби и успех. Темпеста напуска след записването на албума, и е заменен от Йон Дет за следващата обиколка. Дет напуска групата през 1995 г., по време на турнето между 1994 – 1996 г.
На негово място идва Крис Контос, който в миналото е част от Machine Head. След клубно турне през 1996 г., Грег Крисчън, Джеймс Мърфи и Крис Контос напускат групата. По това време Контос предлага на групата да си смени името на Dog Faced Gods. Тази идея е отхвърлена от Били и Питърсън, които искат да продължат с името Testament. Двамата по-късно временно разпускат групата.
Следващият албум на групата, „Demonic“ е издаден през юни 1997 г., от него става ясно, че групата все повече ще експериментира с дет метъла.
До 1998 г., Рамирес, Елвелас и Дет си отиват, а Джеймс Мърфи се връща за записите на „The Gathering“, през юни 1999 г. В него участва оригиналният барабанист на Slayer Дейв Ломбардо. Звукът на албума е до голяма степен комбинация от дет метъл и траш метъл, с незначително блек метъл влияние от страна на проекта на Ерик Питърсън, Dragonlord.
Скоро след това, соло китариста Джеймс Мърфи е диагностициран с мозъчен тумор. Чрез различни начини за набиране на средства, Мърфи е в състояние да си позволи операция и в крайна сметка напълно се възстановява, но не успява да си спомни нищо от записването на „The Gathering“. През 2001 г. Чък Били също е диагностициран с клетки семином, рядка форма на рак на тестисите, но тя е локализирана само в белите дробове и сърцето на Били. Ракът му също се лекува успешно. През август 2001 г., приятели на Били организират Thrash of the Titans, с участието на Vio-Lence, Death Angel, Exodus и др. Шоуто е с хедлайнери Legacy, с участието на Стив Соуса като вокалист, Алекс Сколник, който не е свирил с групата от 1992 г. насам, и Грег Крисчън.

### Възстановяване на Били, реюниън и „The Formation of Damnation“(2003 – 2008)
До 2003 г. Чък Били е напълно възстановен, и групата започва да се изявява на живо отново с нов барабанист Джон Алън. През 2004 г. групата се променя състава си отново за своите летни фестивали. Джон Алън е заменен от Пол Бостаф, връщайки се към групата за втори път, след отсъствие от едно десетилетие. Соло китариста Стив Смайт се присъединява към Nevermore и е заменен от бившия китарист на Halford Майк Клашиак. Ерик Питърсън пада по стълбите и счупва крака си, като пропуска някои от датите. Той е временно заменен от Стив Смайт.
През май 2005 г. е обявено, че Testament ще направи кратко реюниън турне в Европа – известно като 10 Days in May Tour – с участието на оригиналния състав на Били, Питърсън, Сколник и Крисчън, а барабанните задължения са споделени между Джон Темпеста и Луи Клементе. След успеха на първите дати, Testament съобщава още дати в САЩ, Европа и Япония с класическия състав. По-късно същата година, Сколник също обиколя Източното крайбрежие с Trans-Siberian Orchestra. В интервюта за предстоящо DVD, Ерик Питърсън изразява желанието си да запише наследник на „The Gathering“ с класическия състав на бандата. Той също така твърди, че Алекс Сколник е започнал да пише песни за новия албум. Чък Били казва, че е щастлив да има Алекс, Грег, Луи и Джон Темпеста в групата за пореден път, и се надява да поддържа стабилен състав за напред.
Testamet свири за първи път в Близкия изток на фестивала „Dubai Desert Rock“ през март 2006 г. Други известни банди, които участват са Iron Maiden, Megadeth, Reel Big Fish и 3 Doors Down.
През юли 2007 г. групата свири в нощен клуб „Jaxx“ в Спрингфийлд, щата Вирджиния, с Пол Бостаф на барабаните. По-късно е потвърдено, че Бостаф официално се завръща в групата, за да запише нов албум.
През февруари 2008 г. групата издава песента „More Than Meets the Eye“ от новия албум на своята MySpace страница.
Testament издава първия си студиен албум от девет години насам, „The Formation of Damnation“ на 29 април 2008 г., чрез Nuclear Blast Records.
През юни 2008 г., Testament са хедлайнери на Download Festival, който се провежда в Донингтън парк, Великобритания. Бандата е на турне и в САЩ като подгряваща група на Judas Priest, Heaven & Hell и Motörhead на „Metal Masters Tour“.

### „Dark Roots of Earth“(2010 – 2012)
Още през 2009 г. започва написването на нов материал за десети албум. В интервю за „Metalheadz“ Ерик Питърсън заявява, че има около четири песни написани и че „има и други хора в групата, които обичат да свирят по-мелодичен стил, но следващия ще е малко по-тежък“. През януари 2011 г. в интервю по време на 70000 Tons of Metal, фронтменът Чък Били разкрива, че се работи над шест нови песни, с четири или пет „може би оставащи“, а записите ще започнат в началото на март. На 18 май 2011 г., китаристът Алекс Сколник публикува актуализация на своя Twitter, като казва: „направи друга мелодия! Моите рифове от миналата седмица [плюс] някои нови написахме днес. Планираме още един, след това ние ще имаме повече от колкото се нуждаем“.
Testament започва записите на десетия си студиен албум на 20 юни 2011 г. Барабанистът Пол Бостаф не успява да вземе участие, дължащо се на „сериозна контузия“, въпреки че се очаква да се присъедини отново, след турнето. Джийн Хоглън, който свири на барабаните в „Demonic“ (1997), заменя Бостаф. Съобщава се също, че барабаниста Крис Адлър от Lamb of God ще направи специално участие в няколко бонус песни.
Testament се включва към „Rockstar Energy Drink Mayhem Festival“, заменяйки In Flames през лятото на 2011 г.
На 14 юли 2011 г., е обявено, че десетия студиен албум на Testament ще се нарича „Dark Roots of Earth“, който след множество закъснения, е издаден на 27 юли 2012 г. Той дебютира под номер 12 в Billboard 200, най-високата позиция към днешна дата. Преди издаването на албума, групата е на турне през есента на 2011 г. с Anthrax и Death Angel.

### „Brotherhood of the Snake“(2013 – 2016)
През август 2012 г., Ерик Питърсън заявява, че Testament ще запише единадесетия си студиен албум. Една седмица преди излизането на „Dark Roots of Earth“, Били обещава, че няма да има повече „огромни дупки“ между албумите, и че ще „работят усилено в продължение на две години“, за да се опитат да направят още един албум, когато могат.
На 13 януари 2014 г. е обявено, че басистът Грег Крисчън е напуснал отново, и Стив Диджорджо се завръща в групата като негов заместник. Крисчън обяснява, че причините да остави групата за втори път са парични спорове и различия с групата.
През май 2016 г., Били потвърждава, че предстоящия албум на групата ще се казва „Brotherhood of the Snake“. От лирично съдържание на албума, той коментира: „Brotherhood of the Snake всъщност е едно общество, преди около 6000 години, лишено от всякакви религии. Това е просто една очарователна тема, която хвана окото ни и вниманието и зареди много песни. Ние сме с това настроение. Ще има някои песни, които се отклоняват, но по-голямата част ще бъдат около които и извънземни, и религия“. Той е издаден на 28 октомври 2016 г. и скоро след излизането си, Testament е на международно турне с Amon Amarth, а през април-май 2017 г. със Sepultura, Prong, Infernal Tenebra. „Brotherhood of the Snake“ достига 20-а позиция в Billboard 200.

## Състав
| Настоящи членове - Ерик Питърсън – китара, беквокали (1983– ) - Алекс Сколник – китара, беквокали (1984 – 1992, 2001, 2005– ) - Чък Били – вокали (1986– ) - Джийн Хоглън – барабани (1997, 2011– ) - Стив Диджорджо – бас (1998 – 2004, 2014– ) |  | Предишни членове - Дерик Рамирес – бас (1983 – 1984) - Стив Соуса – вокали (1983 – 1986) - Луи Клементе – барабани (1983 – 1992, 2005) - Грег Крисчън – бас (1983 – 1996, 2004 – 2014) - Глен Елвелас – китара (1992 – 1993, 1997 – 1998) - Пол Бостаф – барабани (1992 – 1993, 2004, 2007 – 2011) - Джон Темпеста – барабани (1993 – 1994, 2001, 2005, 2011) - Йон Дет – барабани (1994 – 1995, 1997 – 1998, 1999) - Джеймс Мърфи – китара (1994 – 1996, 1998 – 2000) - Крис Контос – барабани (1995 – 1996) - Дейв Ломбардо – барабани (1998 – 1999) - Йон Алън – барабани (1999 – 2003, 2007, 2011) - Стив Смайт – китара (2000 – 2004) - Ник Баркър – барабани (2006 – 2007) |

## Дискография
- The Legacy (1987)
- The New Order (1988)
- Practice What You Preach (1989)
- Souls of Black (1990)
- The Ritual (1992)
- Low (1994)
- Demonic (1997)
- The Gathering (1999)
- The Formation of Damnation (2008)
- Dark Roots of Earth (2012)
- Brotherhood of the Snake (2016)
- Titans of Creation (2020)